# شنل‌قرمزی (فیلم ۲۰۰۵)
فریب‌خورده (انگلیسی: Hoodwinked!) که در ایران با نام شنل قرمزی توزیع شده‌است، فیلمی در ژانر زوج هنری به کارگردانی تاد ادواردز است که در سال ۲۰۰۵ منتشر شد. از بازیگران آن می‌توان به آنا هاتاوی، گلن کلوز، پاتریک واربرتون، جیم بلوشی، و اندی دیک اشاره کرد.
محوریت داستان این فیلم، برداشت آزادی است از داستان معروف شنل قرمزی که از زاویه‌ای دیگر و در سبک معمایی به آن پرداخته شده‌است.
در سال ۲۰۱۱ نیز فیلمی با نام Hoodwinked Too! Hood vs. Evil در ادامهٔ این فیلم ساخته شد که آن هم با نام شنل قرمزی ۲ در ایران توزیع شد.